# دونالد ستيوارت (قاضي)
دونالد ستيوارت (بالإنجليزية: Donald Stewart)‏ هو قاضي أسترالي، ولد في 25 نوفمبر 1928 في أستراليا، وتوفي في 14 يوليو 2016.